# 埃基昂普拉日
埃基昂普拉日（法語：Équihen-Plage，法語發音：[ekiɛ̃ plaʒ] ⓘ）是法国加来海峡省的一个市镇，属于滨海布洛涅区。

## 地理
埃基昂普拉日（50°40'37"N, 1°34'21"E）面积3.81 平方千米，位于法国上法蘭西大區加来海峡省，该省份为法国北部沿海省份，西北濒北海，南至索姆省，东临北部省。
与埃基昂普拉日接壤的市镇（或旧市镇、城区）包括：勒波泰勒、乌特罗、圣艾蒂安欧蒙。
埃基昂普拉日的时区为UTC+01:00、UTC+02:00（夏令时）。

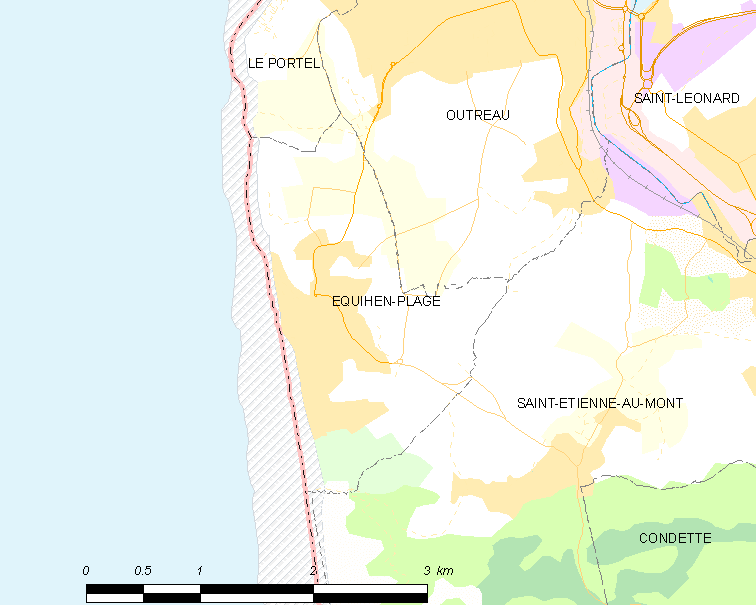
埃基昂普拉日的OSM定位图

## 行政
埃基昂普拉日的邮政编码为62224，INSEE市镇编码为62300。

## 政治
埃基昂普拉日所属的省级选区为乌特罗县。

## 人口

1962-2008年间埃基昂普拉日人口变化图示

埃基昂普拉日于2022年1月1日时的人口数量为2596人。